# Porcellengo
Porcellengo è una frazione del comune italiano di Paese, in provincia di Treviso.

## Storia
Il toponimo è certamente legato al latino porcus "maiale", forse per l'abbondante selvaggina che popolava i boschi della zona.
La prima menzione risale però al 1330. Per secoli, infatti, la storia di Porcellengo si è confusa con quella dei paesi vicini (Musano, Merlengo, Signoressa, Ponzano, San Pelaio) in quanto dipendenza della pieve di Postioma.
Negli anni successivi il paese acquisì una sempre maggiore indipendenza, culminata nel 1526 con l'erezione della canonica che garantiva la presenza stabile di un parroco.
Durante la dominazione austriaca fu frazione di Padernello. Con la soppressione di quest'ultimo, nel 1867, confluì nel comune di Paese.

## Monumenti e luoghi d'interesse

### Chiesa parrocchiale
L'edificio, intitolato all'Assunta, fu costruito a partire dal 1835 in sostituzione di quello precedente, risalente al Trecento e rimaneggiato nella seconda metà del Settecento (di questo resta solo una parte del muro del coro). Consacrato dal vescovo di Treviso Sebastiano Soldati nel 1840, fu ultimato solo dieci anni dopo.
È una costruzione molto semplice, con il campanile isolato a destra e il cimitero intorno. Gli interni sono pure molto sobri; tra le opere spicca la pala dell'altare maggiore di Sebastiano Santi. È presente un organo a canne collocato in controporta centrale laterale di sinistra.

### Villa Ferretti, Vettorello
Affacciata all'inizio di via Baldrocco, nel centro del paese, è un edificio padronale del XVIII secolo. Ha linee estremamente semplici: a due piani con sottotetto, la facciata principale si rivolge dalla parte opposta rispetto alla strada, verso l'ampio giardino. Questo fronte presenta una simmetria tripartita, con le aperture disposte lungo assi regolari; oggi, tuttavia, risulta alterato da un ampliamento sulla destra, leggermente arretrato, a un solo piano e concluso da una terrazza.
Sulla sinistra, rivolto a ovest verso l'abitato, si trova l'oratorio dedicato alla Vergine Assunta, con la facciata caratterizzata da due lesene ioniche a reggere il frontone semicircolare.